# Novoheorhiivka, Bârzula
Novoheorhiivka (în ucraineană Новогеоргіївка) este un sat raionul Bârzula, regiunea Odesa, Ucraina, formată numai din satul de reședință.

## Demografie
Componența lingvistică a comunei Novoheorhiivka
     Ucraineană (96,62%)
     Rusă (1,74%)
     Română (1,35%)
     Alte limbi (0,1%)
Conform recensământului din 2001, majoritatea populației comunei Novoheorhiivka era vorbitoare de ucraineană (96,62%), existând în minoritate și vorbitori de rusă (1,74%) și română (1,35%).